# BD−22°5866
BD−22º5866 — кратная звезда, состоящая из четырёх компонентов. Находится в созвездии Водолея на расстоянии около 166 световых лет (51 пк) от Солнца. Ранее предполагалось, что это двойная система, однако исследования в 2008 году показали, что на самом деле это две пары звёзд, которые обращаются друг вокруг друга: одна пара со скоростью 133 км/с, совершая полный оборот за 5 суток, другая — со скоростью 52 км/с и с полным оборотом за 55 суток. В первой паре расстояние между компонентами составляет 0,06 а. е.; во второй — 0,26 а. е. Орбитальный период обращения пар друг вокруг друга составляет 9 лет. Системы, подобные этой, встречаются крайне редко.